# Cornerstone (álbum)
Cornerstone es el noveno álbum del grupo norteamericano Styx. Fue producido por Styx y publicado por A&M Records
en 1979.
Fue registrado en los estudios "Pumpkin" de Illinois por los ingenieros de grabación Gary Loizzo y Rob Kingsland.
Se trata de un álbum donde Styx fusiona el AOR y el Rock progresivo con el Glam rock y las baladas como "First Time",
"Love in the Midnight" y el exitoso sencillo "Babe", una de las canciones más recordadas del grupo.
"Cornerstone" obtuvo los certificados de Disco de Platino Plus y Disco de Triple Platino. A su vez, llegó al puesto 2
de la lista de Billboard en Estados Unidos.

## Canciones
1. "Lights" (Tommy Shaw/Dennis DeYoung) - 4:38
2. "Why Me" (Dennis DeYoung) - 3:54
3. "Babe" (Dennis DeYoung) - 4:25
4. "Never Say Never" (Tommy Shaw) - 3:08
5. "Boat on the River" (Tommy Shaw) - 3:10
6. "Borrowed Time" (Dennis DeYoung/Tommy Shaw) - 4:58
7. "First Time" (Dennis DeYoung) - 4:24
8. "Eddie" (James Young) - 4:15
9. "Love in the Midnight" (Tommy Shaw) - 5:25

## Músicos
- Dennis DeYoung: Teclados, acordeón, voces y producción.

- James "JY" Young: Guitarras, sintetizadores de guitarra, Autoharp, voces y producción.

- John Panozzo: Percusión, voces y producción.

- Chuck Panozzo: Bajo, voces y producción.

- Tommy Shaw: Guitarras eléctricas, guitarras acústicas, mandolina, Autoharp, voces y producción.

- Ed Tossing: Arreglos de sesión de bronces.

- Arnie Roth: Arreglos de sesión de cuerdas.

- Steve Eisen: Solo de saxofón en "Why Me".